# أحمد الجزيري
زاخو 
عبد الله حسن صادق الجزيري
احمد حسن صادق الجزيري
المصدر / شخصي كونه من أقرباء زوجتي .
أحمد الجزيري (27 نوفمبر 1912 - 4 يناير 1985)، ممثل مصري. تخرج في معهد التمثيل عام 1949، وكان قد عمل في مسرحيات أحمد العدل وعيلة الدوغرى وسكة السلامة، وفي التليفزيون في مسلسلات، الذين يحترقون وأفواه وارانب وعيلة الدوغرى والشهد والدموع، حصل على جائزة أحسن ممثل عام 1984 عن فيلم أنا لا أكذب ولكنى أتجمل. جسد دور الفلاح البسيط الذي يعيش في المدينة، أو الأب العقلانى المقهور اجتماعياً، مثل دوره في فيلم لقاء هناك.